# Nabu-mukin-ahi
Nabu-mukin-ahi (akad. Nabû-mukīn-aḫi, w transliteracji z pisma klinowego zapisywane mdnà.gin.pap) – wysoki dostojnik, gubernator prowincji Niniwa za rządów asyryjskiego króla Aszur-dana III (772-755 p.n.e.); z asyryjskich list i kronik eponimów wiadomo, iż w 761 r. p.n.e. sprawował urząd limmu (eponima).